# 우에스기 가쓰요시 (1735년)
우에스기 가쓰요시(일본어: 上杉勝承, 1735년 2월 4일 ~ 1785년 7월 15일)는 일본 에도 시대의 다이묘로, 요네자와 신덴 번의 2대 번주이다. 관위는 종5위하, 스루가노카미이다.
교호 20년(1735년), 요네자와 신덴 번의 초대 번주 우에스기 가쓰치카의 맏아들로 태어났다. 엔쿄 4년(1747년), 아버지가 사망함에 따라 가문을 계승하여 번주직에 올랐다. 막부에서는 슨푸의 순찰을 담당했고, 번 통치에 있어서는 재정 궁핍을 타개하기 위해, 엄격한 검약령을 내림과 동시에 산업 진흥에 힘썼다. 덴메이 5년(1785년)에 51세의 나이로 사망하였고, 양자인 가쓰사다가 그 뒤를 이었다.
| 전임 우에스기 가쓰치카 | 제2대 요네자와 신덴 번 번주 1747년 ~ 1785년 | 후임 우에스기 가쓰사다 |